# Oruńskie Przedmieście

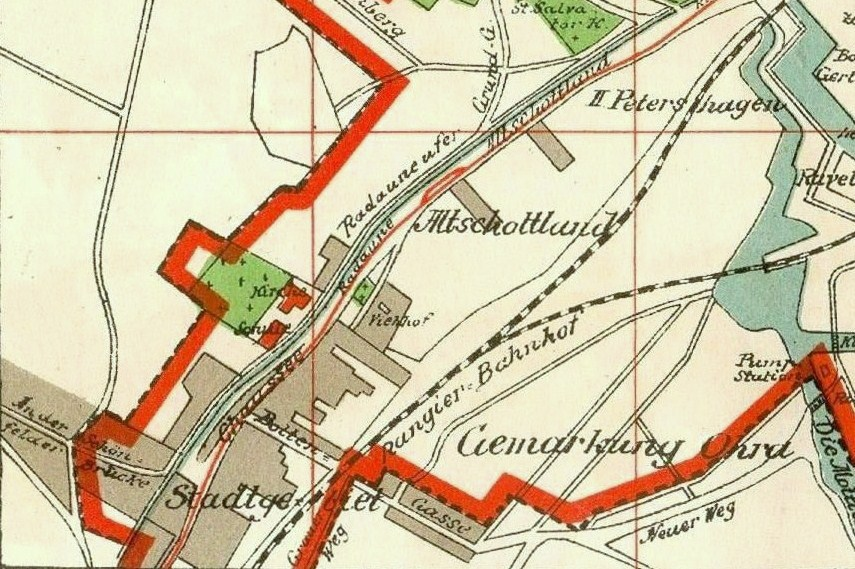
Oruńskie Przedmieście na planie z 1912

Oruńskie Przedmieście (niem. Stadtgebiet) – obszar w Gdańsku, w dzielnicy Orunia-Św. Wojciech-Lipce.

## Położenie

### Administracyjne
Oruńskie Przedmieście zostało przyłączone w granice administracyjne miasta w 1814. Należy do okręgu historycznego Gdańsk. Osiedle graniczy z dzielnicą Chełm.

### Sąsiednie jednostki
- od północy: Chełm, Stare Szkoty
- od wschodu: Orunia, Chmielniki
- od zachodu: Orunia Górna
- od południa: Ptaszniki, Orunia Górna

### Położenie geograficzne
Oruńskie Przedmieście leży w pradolinie, pomiędzy Wzgórzem Ptaszników (Orunia Górna), a Chełmem. Szerokość płaskiego dna pradoliny wynosi tylko około 100 m. Pozostałe zabudowania są położone na skarpach Chełmu i Ptaszników. Od wschodu osiedle ograniczone jest kanałem Raduni.

## Architektura

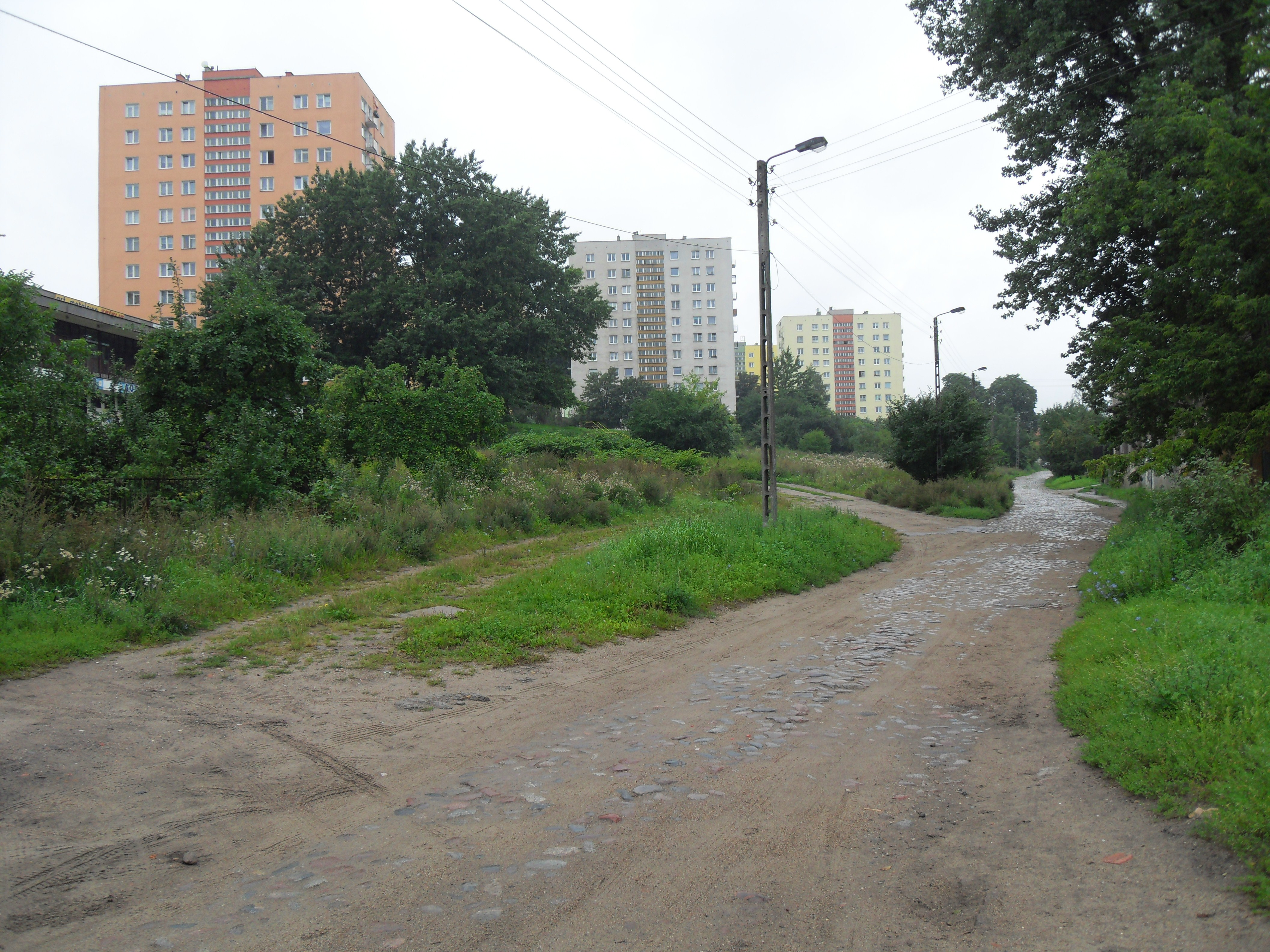
Oruńskie Przedmieście - punktowce na skarpie Wzgórza Ptaszników

Oruńskie Przedmieście zachowało ciąg kamienic czynszowych z początku XX wieku, wzdłuż ul. Podmiejskiej i początku ul. Raduńskiej.
Na południu osiedla, na skarpie Wzgórza Ptaszników w drugiej połowie lat 60. wybudowano dziesięć punktowców (przy ulicach: Granitowej, Koralowej, Perłowej i Piaskowej).

## Komunikacja
Przez środek osiedla biegnie droga wojewódzka nr 221, w postaci ciągu ul. Podmiejskiej i ul. Małomiejskiej. 
Przez osiedle kursują autobusy miejskie.
Przez osiedle kursują również autobusy innych przewoźników, między innymi autobusy PKS Gdańsk.

## Wykaz ulic Obszaru
- Podmiejska
- Małomiejska (1-25 i 34-59)
- Raduńska (1-8 i 54-59)
- Zamiejska (1-28)
- Nakielska
- Ptasia (1-20)
- Brzegi (55-58)
- Koralowa
- Granitowa
- Piaskowa
- Perłowa

## Obiekty
- Drukarnia Gdańska
- Gdańskie Liceum Ogólnokształcące (prywatne)
- Polsko-Japońska Wyższa Szkoła Technik Komputerowych
- Przedszkole nr 11
- Zespół Kształcenia Podstawowego i Gimnazjalnego nr 5 im. Andrzeja Struga